# 歐洲一體化

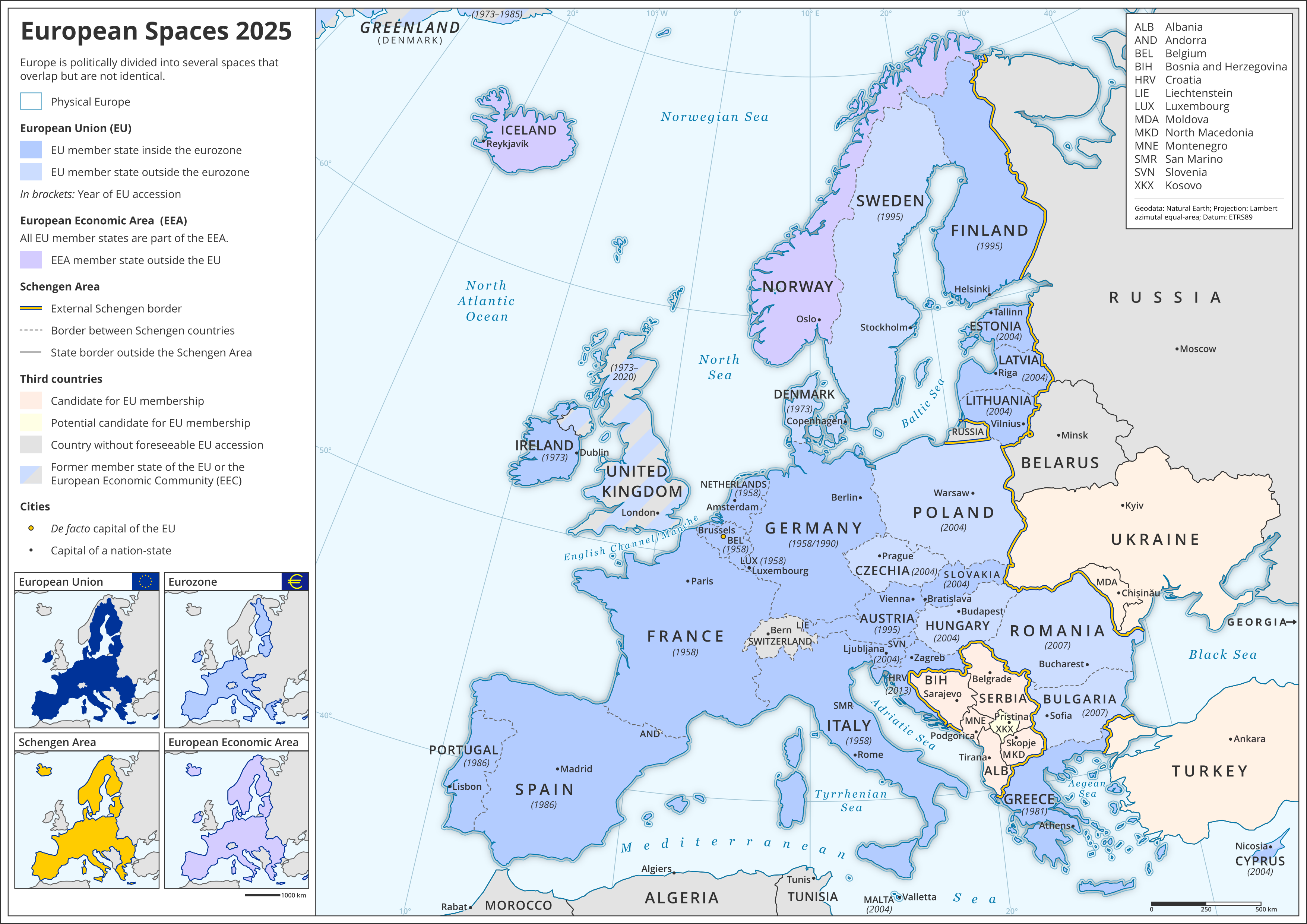
歐洲統合進程
歐元區內的歐盟成員國
歐元區外的歐盟成員國
歐盟外的歐洲經濟區成員國（歐洲經濟區涵蓋歐盟）
歐盟候選國

歐洲整合是指歐洲整體或部分地區在政治、法律、經濟、社會、文化等領域的區域整合歷史。現代歐洲統合主要由歐洲聯盟和歐洲委員會推動進行。最初提出歐洲統合構想的是理察·尼古拉斯·馮·康登霍維-凱勒奇，他在1923年發表了一篇名為《泛欧罗巴》的宣言。

## 歷史
在古代，羅馬帝國帶來了多個歐洲和地中海領土的融合。 後來，由於1950年後的歐洲統合提供了靈感和歷史先例，對羅馬帝國以及古典帝國本身的許多後續繼承主張進行了重新解釋。
到了現代時，如何避免民族國家之間的戰爭的問題對於最初的理論至關重要。聯邦主義和功能主義提出了對民族國家的遏制，而交易主義則試圖將民族國家體系穩定的條件理論化

## 歐洲委員會
歐洲委員會於1949年創立於斯特拉斯堡，被認為是歐洲統合開始具體實現的第一步。

## 歐洲安全與合作組織
歐洲安全與合作組織成立於1973年，的成立目地是確保歐洲安定，成員國橫跨大西洋。

## 欧洲联盟
欧洲联盟是歐洲多國共同建立的政治及经济联盟，現拥有27個成员国。
歐盟的主要機構有歐盟高峰會（成員國家首腦組成）、欧盟理事会（成員國家部長組成的欧盟的上議院）、欧盟委员会（欧盟的行政机构）、歐洲議會（欧盟的眾議院，唯一的直接民選機構）、歐洲法院、歐洲中央銀行等。此外，歐洲原子能共同體也在歐洲共同體的管轄範圍之內，但在法律上是獨立於歐盟的國際組織。
歐元由27個成員國中的20個採納為流通貨幣；《申根條約》取消部分成員國之間的邊境管制，目前已有22個歐盟成員國和4個非成員國實施，歐盟公民在各國之間也直接享有工作權，甚至一部份的政治參與。在外方面，具備歐洲公民權的可申請使用標記歐盟標注的成員國護照，同時也享有所有成員國的領事保護資格。
目前欧盟的主要议题有欧洲联盟扩大、落實《里斯本條約》、全球暖化問題、非歐元區成員國加入欧元区、歐洲主權債務危機、歐洲移民危機等。

## 區域性統合

### 波羅的海國家
蘇聯解體之後，波羅的海三國愛沙尼亞、拉脫維亞及立陶宛基於防範取代蘇聯的俄羅斯及加強自身安全，展開了多種合作。1992年，波羅的海三國和其他波羅的海沿岸國家成立了波羅的海國家理事會，其後三國一同加強合作，並一同加入歐盟及北約，徹底脫離俄羅斯的影響。

### 比荷盧三國
位于歐洲中部及法國及德國之間的比利時、荷蘭和盧森堡在一戰結束之後就開始合作。1921年，比利時就和盧森堡組成了經濟同盟，兩國成為單一市場並且貨幣等值。1948年，比荷盧三國創建了比荷盧三國關稅同盟。之後就逐漸成為歐盟的前身。